# Kelly Thompson
Kelly Thompson (28 de junio de 1976) es una novelista e historietista estadounidense. Es conocida por el cómic Jem and the Holograms con la cocreadora y artista Sophie Campbell, una reimaginación moderna de la caricatura de la década de 1980 del mismo nombre, el cómic de Marvel nominado al Eisner Ojo de Halcón con el artista Leonardo Romero, protagonizada por Kate Bishop, y Capitana Marvel, con Carol Danvers como protagonista, con la artista Carmen Carnero y la colorista Tamra Bonvillain. Sus otros trabajos incluyen Fuerza V, Vengadores de la Costa Oeste, The Girl Who Would Be King, Jessica Jones y Sr. y Sra. X entre otros. También es cocreadora de Jeff the Land Shark con Daniele Di Nicuolo.

## Carrera
Thompson dijo en una entrevista que llevaba escribiendo tanto tiempo como podía recordar. Thompson se graduó de la Facultad de Arte y Diseño de Savannah con una licenciatura en Arte Secuencial. Comenzó en la industria de los cómics como redactora del sitio web CBR, donde trabajó de 2009 a 2015 escribiendo reseñas y su columna llamada She Has No Head!, centrada en las mujeres en el cómic. En 2012, lanzó una campaña de Kickstarter para su primera novela, The Girl Who Would Be King. La campaña de micromecenazgo alcanzó $26,478, el 330% de su meta original, y fue lanzada en septiembre de ese mismo año. La historia involucra a dos chicas con poderes extraordinarios, una que los usa para hacer el bien, y otra para el mal, que están a punto de conocerse por primera vez. En 2014, Logan Pictures optó por una adaptación cinematográfica de la novela. Thompson le dijo a io9: "Teníamos mucho interés por el libro. Creo que teníamos al menos media docena de compañías legítimas que preguntaban sobre los derechos. También teníamos un interés más íntimo de escritores y productores más pequeños, también vinieron un par de agentes de cine".
En la New York Comic Con de 2014, IDW Publishing reveló que había obtenido la licencia de cómic para la caricatura de aventuras de rock-n-roll de los años 80 Jem and the Holograms. Un mes después la editorial anunció que Kelly Thompson sería la guionista regular de la serie, mientras que Sophie Campbell sería la dibujante. Escribió el cómic durante dos años, con el primer número lanzado en marzo de 2015 y el continuo concluyendo con el número 26 el 14 de junio de 2017. Durante el evento editorial de Marvel Comics de 2015, Secret Wars, co-guionizó su primer cómic de Marvel, una serie tie-in de cuatro números titulada Captain Marvel and the Carol Corps, junto con Kelly Sue DeConnick. En 2016, Thompson y Brenden Fletcher escribieron una miniserie derivada de los Power Rangers de seis números titulada Mighty Morphin Power Rangers: Pink para Boom! Studios. La miniserie se centró en la Ranger rosa. También escribió la serie en solitario de Kate Bishop, la segunda Ojo de Halcón. La serie sigue a Bishop, quien abre su propia compañía de detectives en la costa oeste de los Estados Unidos. Por su trabajo en Ojo de Halcón fue nominada a un Eisner a la mejor serie continua en 2018. La serie fue cancelada por Marvel Comics ese mismo año tras 16 números.
En enero de 2018, Marvel Comics anunció que había firmado con Thompson un contrato de exclusividad. Ese mismo mes se lanzó el primer número de Rogue & Gambit, que se anunció antes de la New York Comic Con de 2017. La serie sigue a Rogue y Gámbito, quienes reavivan su relación mientras investigan la desaparición de mutantes en unas complejas vacaciones. Tras el éxito de Rogue & Gambit, ambos personajes se casaron en X-Men Gold #30 en un giro inesperado. Inicialmente la boda sería entre los miembros de los X-Men Kitty Pryde y Coloso, pero según el guionista de X-Men Gold Marc Guggenheim Marvel cambió de planes. Tras la publicación del número de boda se reveló que la serie previamente anunciada, llamada Sr. y Sra. X, también guionizada por Thompson, trataba sobre Rogue y Gambit en sus aventuras como una pareja casada. También escribió un cómic de Nancy Drew de cinco números, que seguía al personaje titular como una joven de 17 años que tiene que regresar a la casa que había dejado atrás y resolver un misterio que involucra a amigos de la infancia y alguien que quiere acabar con la carrera de lucha contra el crimen de Nancy de forma permanente con su muerte. Fue publicado por Dynamite Entertainment. A partir de julio, Thompson se hizo cargo de la serie Jessica Jones, de Brian Michael Bendis. Jessica Jones fue la primera línea de títulos exclusivamente 'originales digitales', que se centraron principalmente en los personajes de Marvel que tenían su propia serie de televisión en el Universo Cinematográfico de Marvel. Eran números de 40 páginas que se publicaban cada mes en el transcurso de tres meses, y luego se publicaron en formato físico.
En octubre de 2018, se anunció que también escribiría la nueva serie mensual de Capitana Marvel protagonizada por Carol Danvers, junto con la artista Carmen Carnero y la colorista Tamra Bonvillain, cuyo primer número se lanzó el 9 de enero de 2019 y vendió más de cien mil copias, el primer cómic de Thompson en alcanzar este hito. A partir de marzo de 2019, Thompson también escribió una nueva miniserie de 5 números de Sabrina the Teenage Witch para Archie Comics, que concluyó en septiembre de ese mismo año. La miniserie fue recibida con elogios de la crítica y ganó el People's Choice Awards de IGN de 2019. También fue coguionista de la historia de X-Men "X-Men: Disassembled".